# Andrew Manze

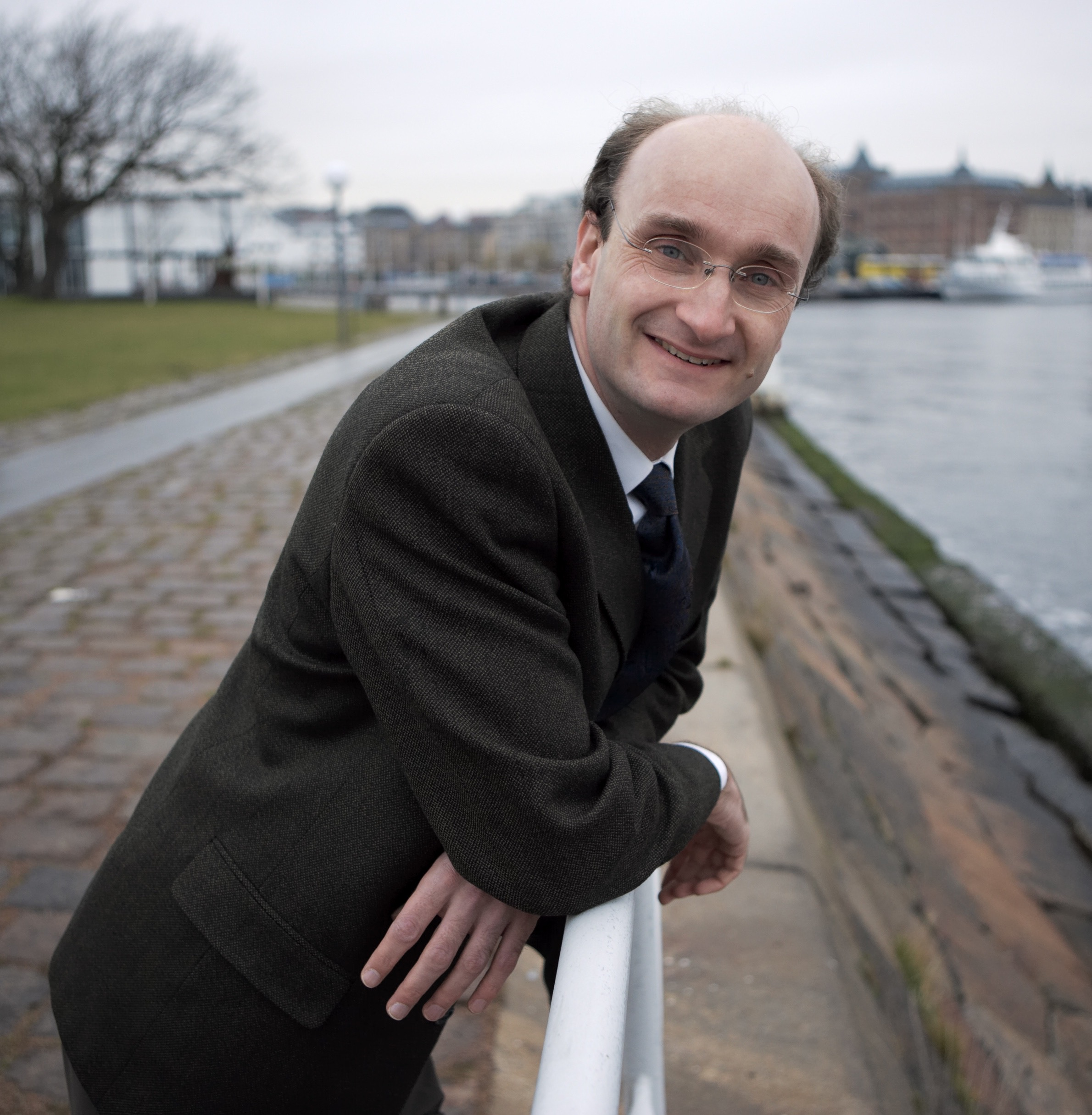
Andrew Manze (2005)

Andrew Manze (* 14. Januar 1965 in Beckenham/London) ist ein britischer Geiger und Dirigent im Bereich der historischen Aufführungspraxis.

## Leben
Andrew Manze studierte Altphilologie in Cambridge, danach Violine bei Simon Standage. In den Niederlanden setzte er bei Lucy van Dael und Marie Leonhardt seine Studien fort. 1986 war er neben dem Lautenisten Nigel North und dem Cembalisten John Toll einer der Mitbegründer des „Ensemble Romanesca“.
Seit den ausgehenden 1980er Jahren wurde er bekannt als Barockgeiger. 1988 berief ihn Ton Koopman, in Nachfolge von Monica Huggett, als Konzertmeister in das Amsterdam Baroque Orchestra. Von 2003 bis 2007 leitete er das führende englische Barockorchester The English Concert und war damit Nachfolger des Orchestergründes Trevor Pinnock. Er spielte auch unter Simon Standage.
Von 2006 bis 2014 war er Chefdirigent des Helsingborger Symphonieorchesters. Häufig tritt er gemeinsam mit dem Cembalisten Richard Egarr als Kammermusikpartner auf. Zahlreiche CD-Einspielungen mit den oben genannten Musikern für das Label Harmonia Mundi kennzeichnen seinen Weg.
Seit einem Konzert bei den BBC Proms im Jahr 2012 gilt er als Spezialist für die Werke von Ralph Vaughan Williams, da er dort das Publikum mit den Symphonien Nr. 4, 5 und 6 des Komponisten, aufgeführt an einem Abend, zu begeistern wusste. 2016 legte er eine Gesamtaufnahme aller neun Symphonien von Vaughan Williams mit dem Royal Liverpool Philharmonic Orchestra vor. Manze arbeitet auch mit dem auf alten Instrumenten spielenden Orchestra of the Age of Enlightenment.
Seit 2014 leitet Manze die NDR Radiophilharmonie in Hannover. 2018 führte er dort unter dem Titel „'War Requiem' – musikalische Völkerverständigung“ Benjamin Brittens als epochal betrachtete Anklage gegen den Krieg auf.
Manze sieht sich, wie er in einem Interview mit dem Musikkritiker Stefan Sigrist der Tageszeitung junge Welt erklärte, als einer der „Leute aus der historischen Musikwelt“. Er brauche die historische Perspektive auf die Musik. Aber – bezogen auf Mozart und die Französische Revolution – der Komponist gehe von der Musik aus. „Er ist in der Musik, auch die Revolution ist bei ihm in der Musik.“
Mit Ende der Saison 2022/23 verabschiedete sich Manze im Juli 2023 von Orchester und Stadt, nachdem er den Vertrag mit dem NDR nicht verlängern wollte.

## Auszeichnungen
- Im März 2011 erhielt er in Stockholm den Rolf-Schock-Preis im Bereich Musik.[5]

## Film
- Andrew Manze – A Conductor's Journey. Porträt/Reportage. Von Felix Borrmann, Jannes Kuhlmann, Jan-Philipp Peters, Pit Fröhlich. NDR, 2017. online